# Sowjetfrau

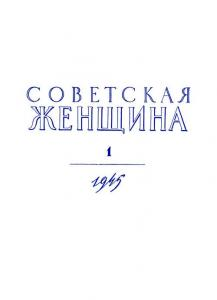
Titel 1945

Sowjetfrau (russisch Советская женщина Sowetskaja schenschtschina) war eine sowjetische Illustrierte Monatsschrift für Gesellschaft und Politik, Literatur und Kunst von 1945 bis 1991.

## Geschichte

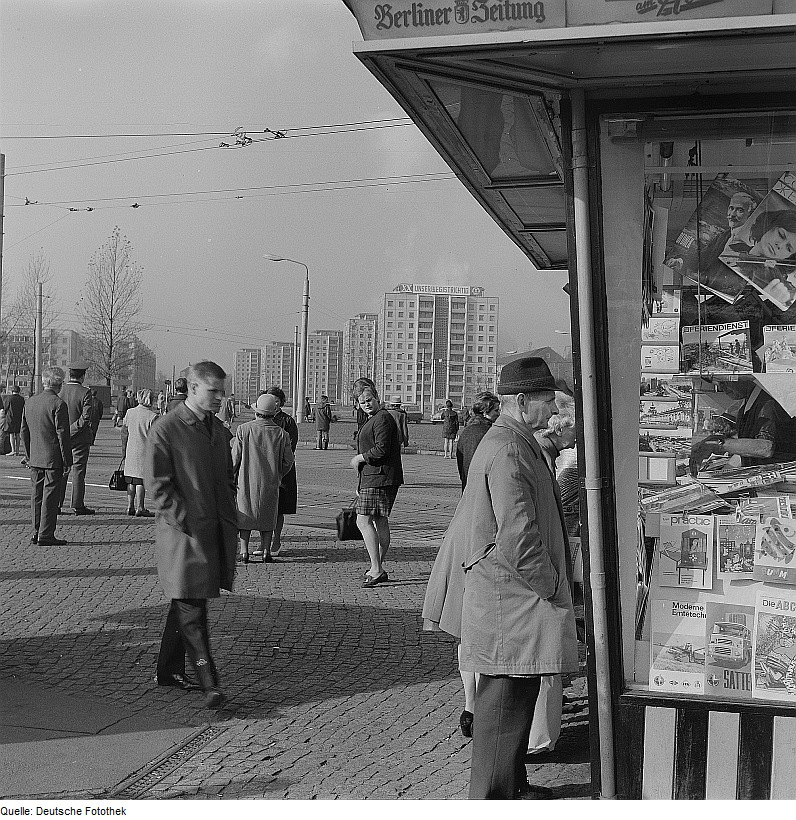
Sowjetfrau in einem Zeitungskiosk (oben rechts, mit Geigerin)

Im November 1945 erschien die erste Ausgabe der Sowjetfrau in russischer Sprache. Herausgeber war das Antifaschistische Komitee der Frauen der Sowjetunion. Die Zeitschrift war als Propaganda- und Informationsschrift vor allem für das Ausland konzipiert. Der Inhalt waren Berichte über die Rolle der Frau in der Sowjetunion in geschönten Darstellungen. Es gab Berichte über politische und gesellschaftliche Ereignisse, über Wirtschaft und Landeskunde, auch über Mode, Pädagogik, Literatur, Kunst und weitere Themen.
Die Sowjetfrau erschien zuerst alle zwei Monate, seit 1954 dann monatlich. Sie wurde in mehrere Sprachen übersetzt: englisch, deutsch, französisch (alle 1945), spanisch und chinesisch (1950), koreanisch (1955), japanisch (1956), Hindi (1957), ungarisch (1960), Bengali (1973), arabisch (1974), portugiesisch und weitere.
Die Zeitschrift war in der Bundesrepublik und der DDR in deutscher und russischer Sprache erhältlich. Sie erzielte dort nur eine geringe Käuferschaft, da die Berichterstattung wenig authentische Informationen über das Land bot.
Seit 1992 erscheint sie als Welt der Frau («Мир женщины»).